# Phora amplifrons
Phora amplifrons är en tvåvingeart som beskrevs av Goto 1985. Phora amplifrons ingår i släktet Phora och familjen puckelflugor. Inga underarter finns listade i Catalogue of Life.